# 大橋利恵のミュージック・カプチーノ
大橋利恵のミュージック・カプチーノ（おおはし・りえの・ミュージック・カプチーノ）はABCラジオ（朝日放送）で2011年1月8日から12月31日まで放送の音楽番組のタイトルである。

## 概要
- 毎週土曜12:30-13:00。シンガーソングライターの大橋利恵が、最新のヒット曲や自らのこれまでの楽曲を紹介しながらフリートークをする。
- また番組の協賛社が「ミネルヴァ法律・特許事務所」（東京都港区）であることから、そこに所属する弁護士・竹内俊雄がリスナーからの家庭問題の相談に応じる「教えて!竹内先生」のコーナーがあった。